# WTA Challenger de Budapeste
O WTA Challenger de Budapeste – ou Budapest Ladies Open, atualmente – é um torneio de tênis profissional feminino, de nível WTA 125.
Realizado em Budapeste, capital da Hungria, estreou em 2022. Os jogos são disputados em quadras de saibro durante o mês de setembro.

## Finais

### Simples
| Ano  | Campeã           | Vice-campeã      | Resultado       |
| ---- | ---------------- | ---------------- | --------------- |
| 2022 | Tamara Korpatsch | Viktoriya Tomova | 7–63, 46–7, 6–0 |

### Duplas
| Ano  | Campeãs                          | Vice-campeãs                     | Resultado        |
| ---- | -------------------------------- | -------------------------------- | ---------------- |
| 2022 | Anna Bondár Kimberley Zimmermann | Jesika Malečková Renata Voráčová | 6–3, 2–6, [10–5] |